# Innere Metrik
In der Mathematik misst die innere Metrik oder Längenmetrik die Längen minimaler Verbindungswege zwischen Punkten.

## Definition
Es sei {\displaystyle (X,d)} ein metrischer Raum. Die zu {\displaystyle d} assoziierte innere Metrik (oder Längenmetrik) {\displaystyle d_{i}} ist definiert als 
{\displaystyle d_{i}(x,y)=\inf L(\sigma )}
für {\displaystyle x,y\in X}, wobei das Infimum über alle rektifizierbaren Kurven {\displaystyle \sigma \colon \left[0,1\right]\to X} mit {\displaystyle \sigma (0)=x,\sigma (1)=y} genommen wird und {\displaystyle L(\sigma )} die durch
{\displaystyle L(\sigma )=\sup \left\{\left.\sum _{i=1}^{r}d{\big (}\sigma (t_{i-1}),\sigma (t_{i}){\big )}\,\right|\,0=t_{0}<t_{1}<\cdots <t_{r}=1,r\in \mathbb {N} \right\}}
definierte Länge der Kurve {\displaystyle \sigma } ist.

## Geodätische metrische Räume
Ein metrischer Raum heißt geodätischer metrischer Raum (auch Längenraum oder innerer metrischer Raum), wenn {\displaystyle d=d_{i}} ist, also wenn die innere Metrik mit der Metrik {\displaystyle d} übereinstimmt.

## Beispiele
- Es sei {\displaystyle (M,g)} eine Riemannsche Mannigfaltigkeit und {\displaystyle d} die durch

{\displaystyle d(x,y):=\inf\{L(\gamma )\mid \gamma \colon [0,1]\to M,\gamma (0)=x,\gamma (1)=y\}}
für {\displaystyle x,y\in M} definierte Metrik. Wenn {\displaystyle (M,g)} geodätisch vollständig ist, dann ist {\displaystyle d_{i}=d}. (Siehe Satz von Hopf-Rinow.)
- Es sei {\displaystyle X=\mathbb {R} ^{n}}, {\displaystyle d(x,y)=|x-y|} für {\displaystyle x,y\in \mathbb {R} ^{n}} und {\displaystyle S^{n-1}=\left\{x\in \mathbb {R} ^{n}\colon d(x,0)=1\right\}}. Die Einschränkung von {\displaystyle d} auf {\displaystyle S^{n-1}} definiert einen metrischen Raum {\displaystyle (S^{n-1},d{\big |}_{S^{n-1}})}. Die assoziierte innere Metrik auf {\displaystyle S^{n-1}} ist

{\displaystyle d_{i}(x,y)=\arccos(\langle x,y\rangle )>d(x,y)\ \forall x\not =y}.